# Neue Sachlichkeit (Architektur)

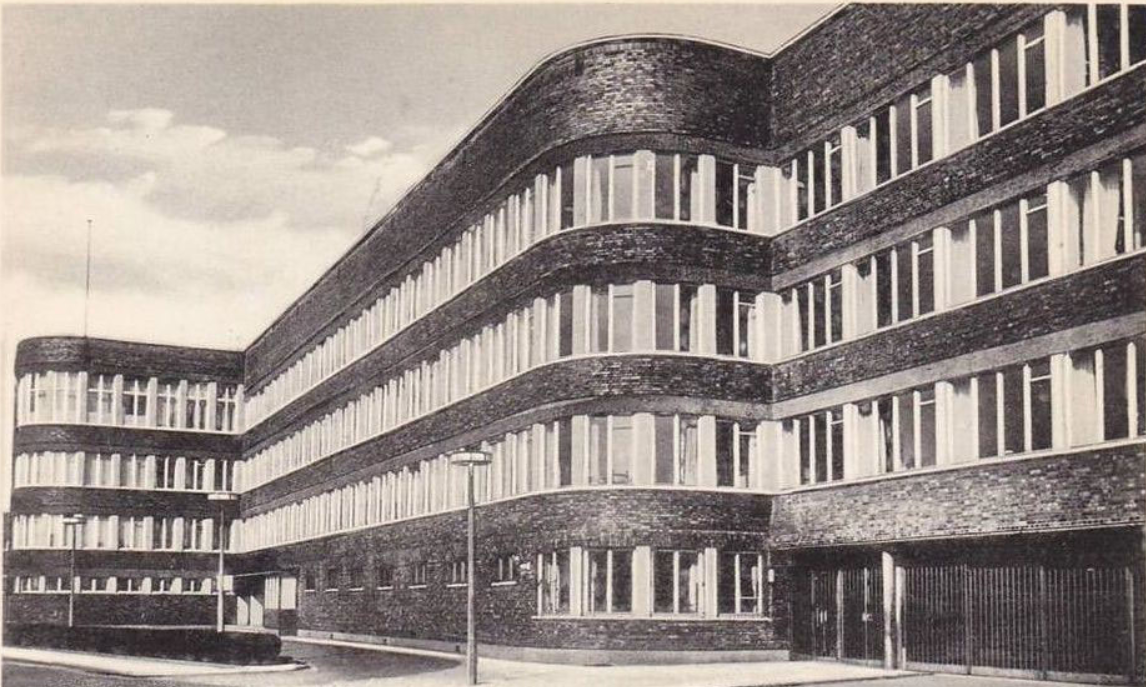
Hauptverwaltung der Fichtel & Sachs AG in Schweinfurt von Paul Bonatz, erbaut 1931–33 (Foto 1930er Jahre)

Als Neue Sachlichkeit bezeichnet man in der Architektur – wie auch in der Literatur und in der Kunst – die Abgrenzung vom Expressionismus der frühen 1920er Jahre bis in die ersten Nachkriegsjahre des Zweiten Weltkrieges. Die Neue Sachlichkeit in der Architektur gehört gemeinsam mit weiteren Stilrichtungen zur Bewegung des Neuen Bauens.

## Begriff

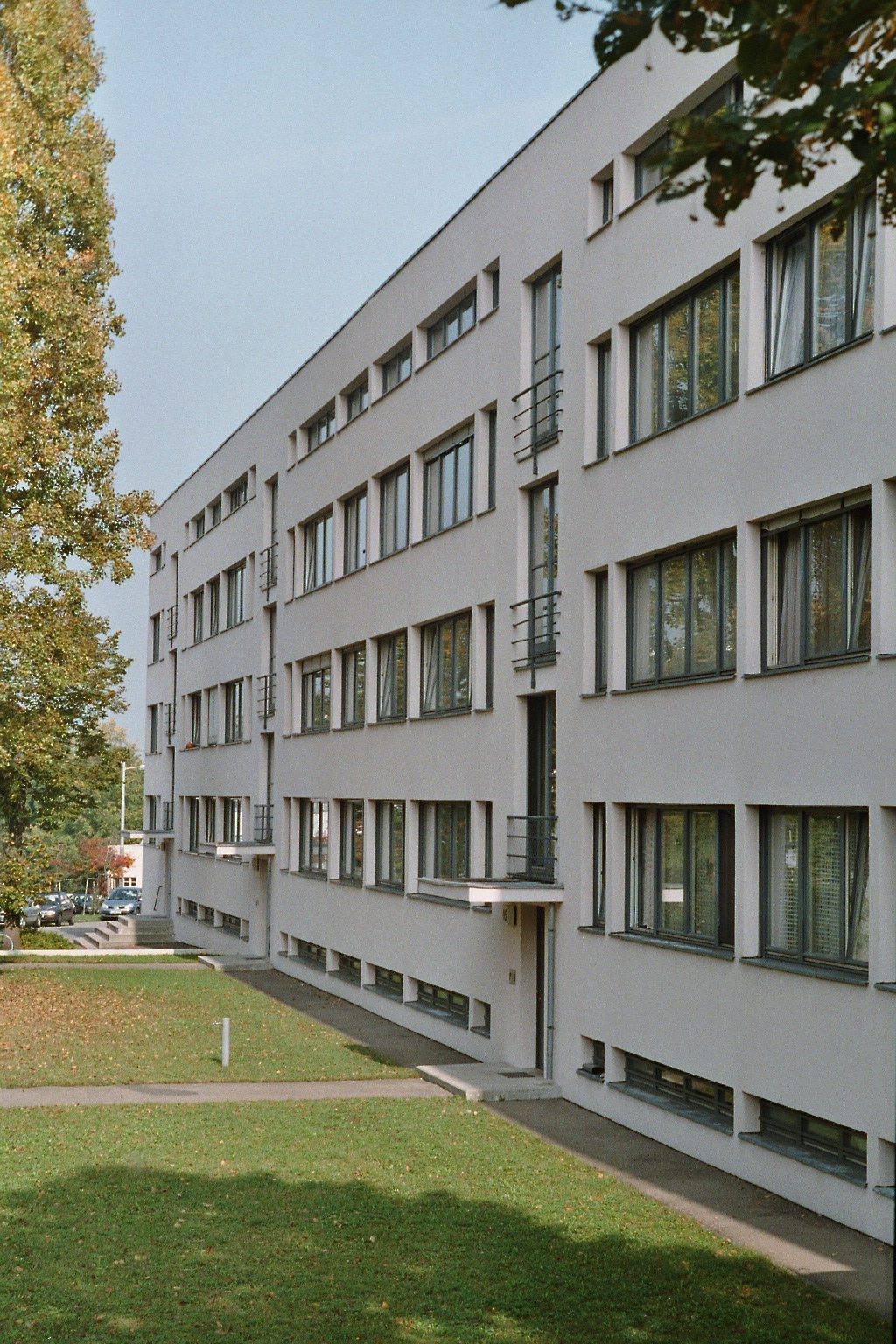
Geschossbau von Ludwig Mies van der Rohe Weißenhofsiedlung Stuttgart, erbaut 1927

St. Josef in Remscheid, erbaut 1928

Der Begriff Neue Sachlichkeit verdankt seine Entstehung auch der Tatsache, dass es mit der Abkehr prominenter Künstler vom Jugendstil vor dem Ersten Weltkrieg in Deutschland bereits eine gewisse „erste“ Sachlichkeit in Architektur und Kunstgewerbe gegeben hatte. Die Ansätze zur formalen Vereinfachung im Kunstgewerbe wurden bereits auf der 3. Deutschen Kunstgewerbe-Ausstellung 1906 in Dresden erkennbar. Mit der Gründung des Deutschen Werkbundes 1907 wurden in Ausstellungen und Publikationen die Begriffe Sachlichkeit, Zweckhaftigkeit und Moderner Zweckstil zusammen mit den ersten Ansätzen zu einem Industrial Design in einer zunehmend breiteren Öffentlichkeit thematisiert.
Die Steiff-Fabrikhalle von 1903 war ein Vorreiter der Neuen Sachlichkeit, sie verwendete erstmals eine verglaste Vorhangfassade.
Das Ende dieser „ersten“ Sachlichkeit in der Architektur kann auf den Beginn des Ersten Weltkrieges mit den ersten bereits sichtbar werdenden Ansätzen des Expressionismus und im Zusammenhang mit den Streitigkeiten im Vorfeld der großen Kölner Werkbundausstellung 1914 datiert werden, wo sich in einer Art Richtungsstreit die Rebellion einer jungen Künstlergeneration (unter anderem Walter Gropius und Bruno Taut) gegen Hermann Muthesius ankündigte.

## Bauten
Zur Neuen Sachlichkeit gehören aber auch zahlreiche Bauten und städtebauliche Projekte von Architekten wie Bruno Taut oder Ludwig Mies van der Rohe, wie beispielsweise die Weißenhofsiedlung aus der zweiten Hälfte der 1920er Jahre. Zu den wichtigsten Propagandisten des Übergangs vom Expressionismus zur Neuen Sachlichkeit oder dem sogenannten „Rationalismus“ gehört der Kritiker Adolf Behne, dabei insbesondere seine 1925 erschienene Schrift Der moderne Zweckbau.
Als typischer Sakralbau dieser Epoche darf die katholische Kirche St. Josef in Remscheid betrachtet werden. Hier verbinden sich die vertikalen Linien und kubischen Körper der "Neuen Sachlichkeit" auf harmonische Weise mit den Traditionselementen von kirchlichen Bauten, wie beispielsweise den Rundbogenfenstern. Eine typische, modernistische Wohnblock-Bebauung dieser Phase ist in der Tunnelstraße ab 1928 in Frankfurt (Oder) entstanden. 
Die Neue Sachlichkeit endete in Deutschland mit der Machtergreifung der Nationalsozialisten mit ihrer entsprechenden Kulturpolitik, die unter anderem auch zur Schließung des Bauhauses und der Emigration vieler Vertreter dieser Richtung in die USA führt.
In den Niederlanden wird die entsprechende architektonische Strömung Nieuwe Zakelijkheid genannt. 
In Österreich ist vor allem das Werk des Architektenduos Emil Hoppe und Otto Schönthal erwähnenswert, die neben Marcel Kammerer zum innersten Kreis der Schule Otto Wagners gezählt werden. Zu den wenigen erhaltenen Beispielen ihres Schaffens zählen Hallenbad (1932) und Foyer (1934) des Semmeringer Südbahnhotels.
Nach dem Zweiten Weltkrieg knüpfte in erster Linie Franz Mörth an die Tradition der Neuen Sachlichkeit an. Zu seinen bedeutendsten Werken zählen der Neubau der Arbeiterkammer Wien und der Umbau des ehemaligen Sanatoriums Wienerwald 1952.

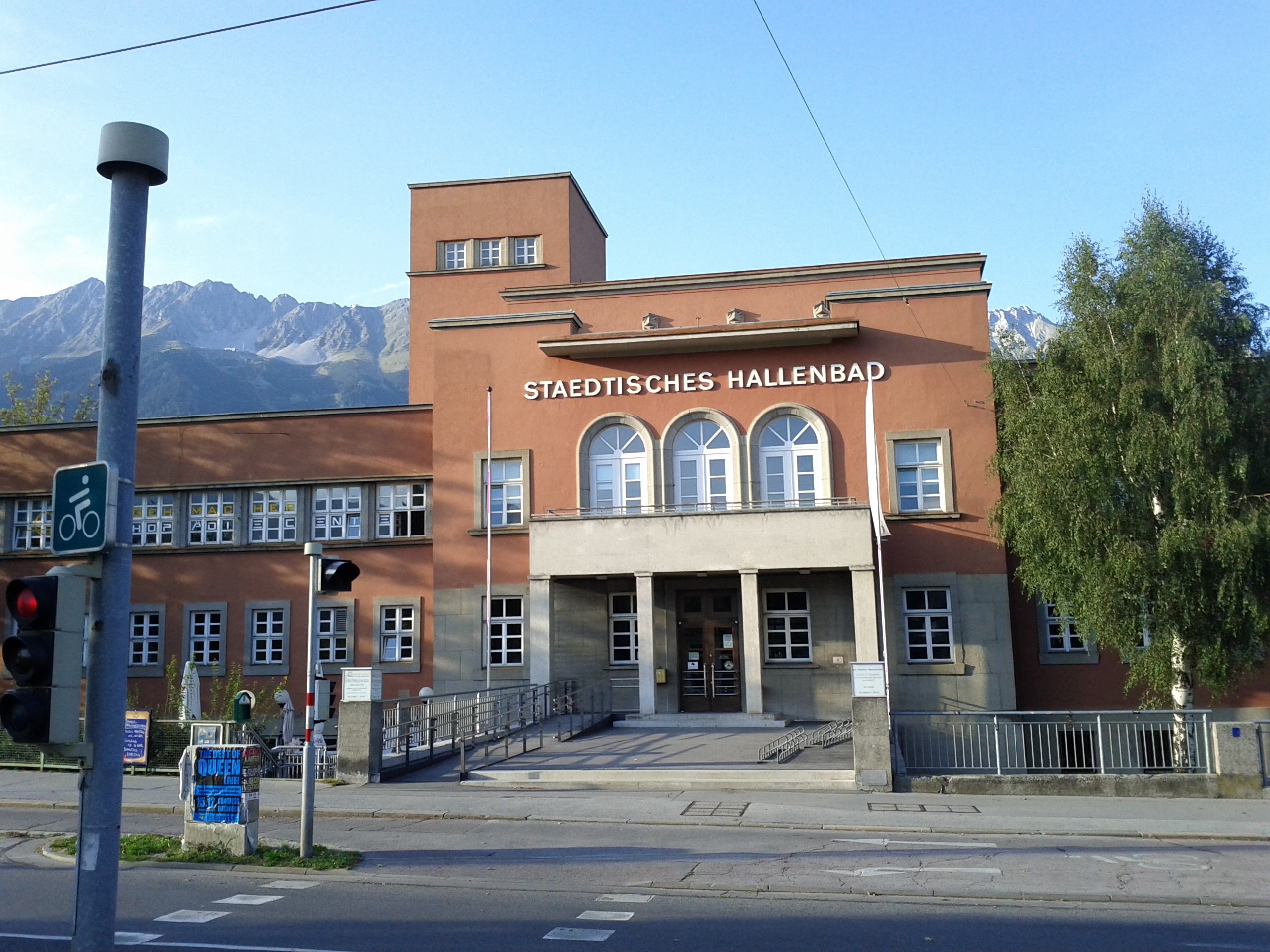
Fritz Konzert: Städtisches Hallenbad Innsbruck-Pradl, erbaut 1928/29
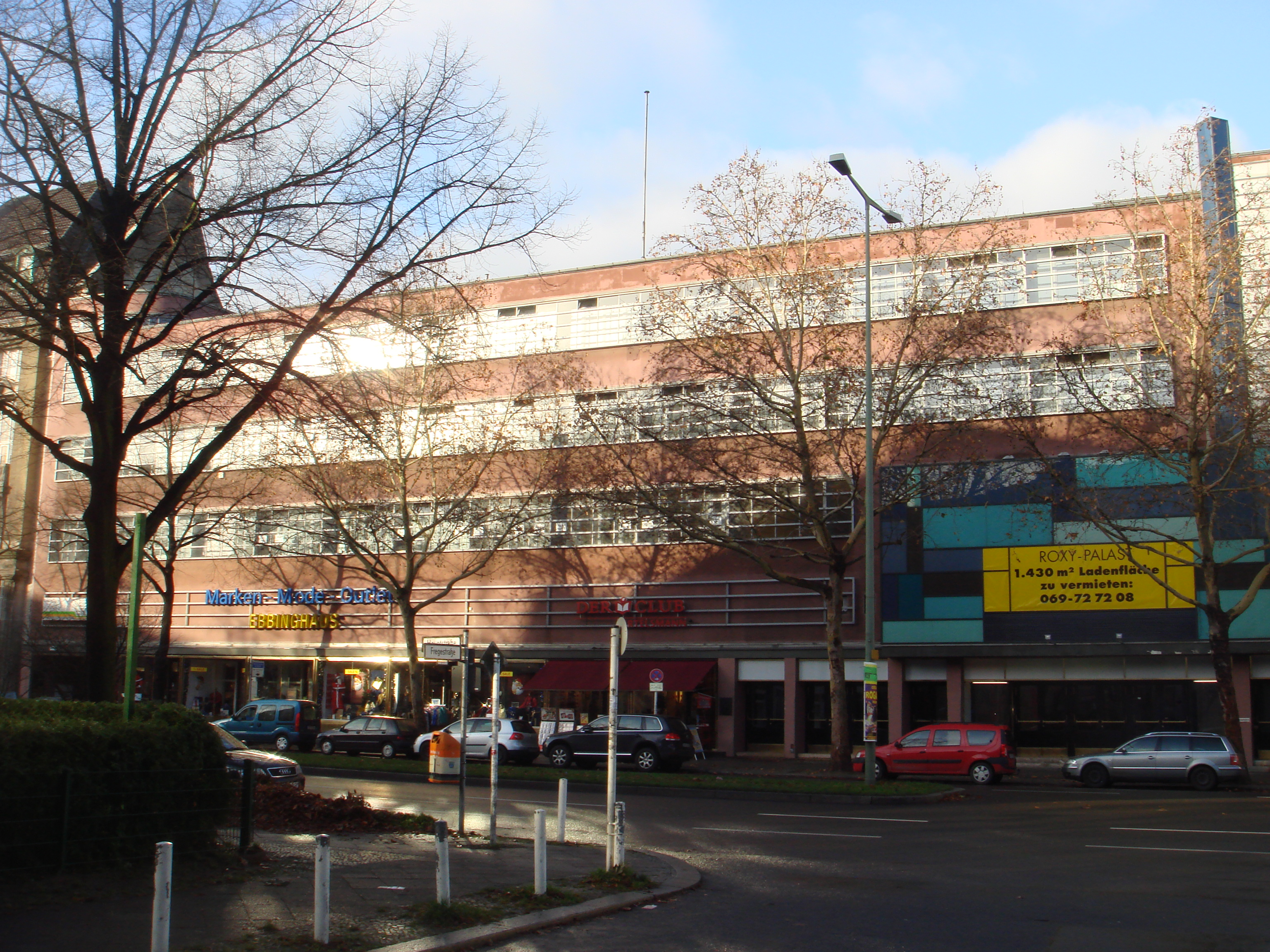
Martin Punitzer: Roxy-Palast Berlin-Friedenau, erbaut 1929
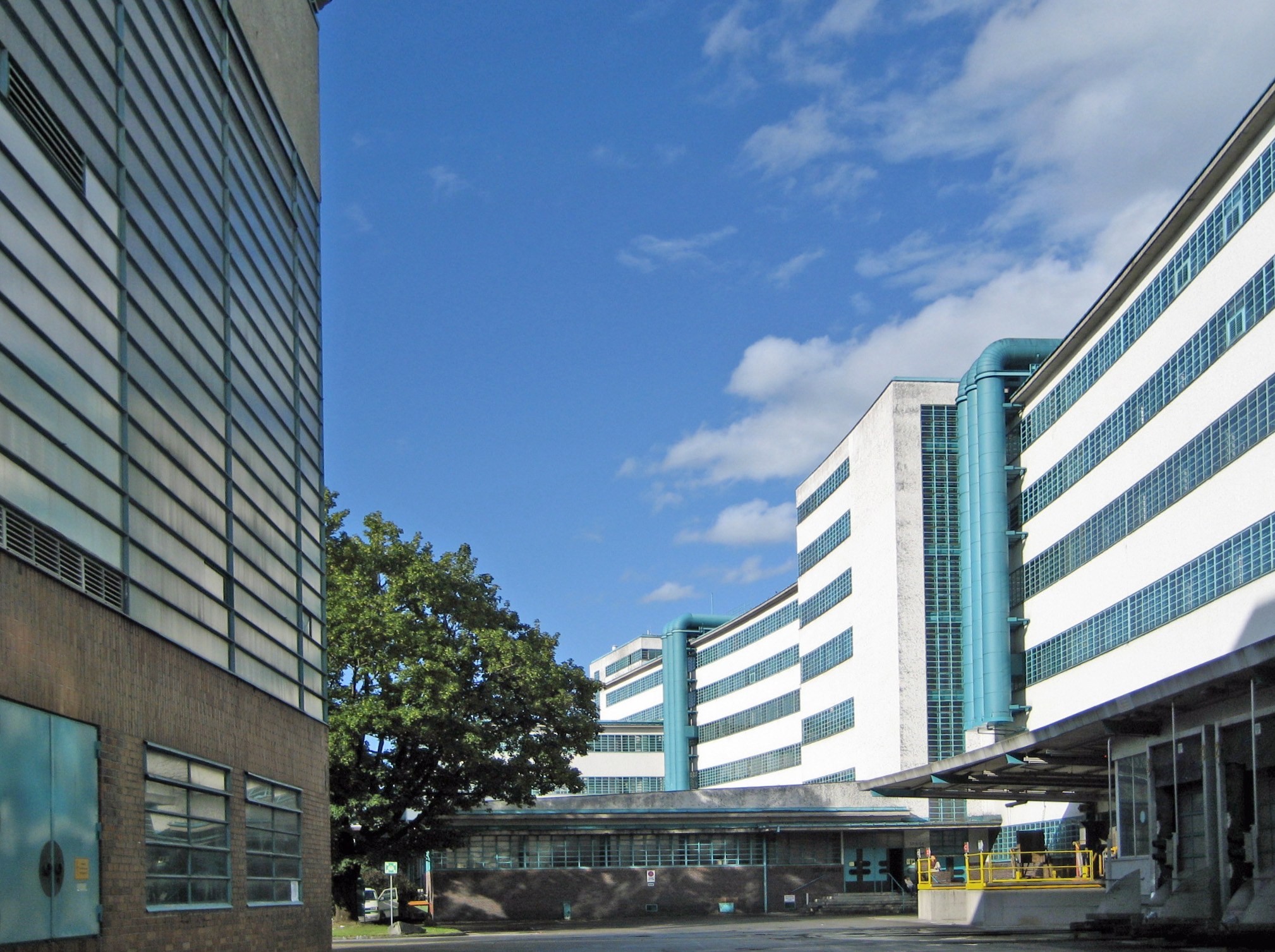
Peter Behrens/Alexander Popp: Tabakfabrik Linz, erbaut 1929–35
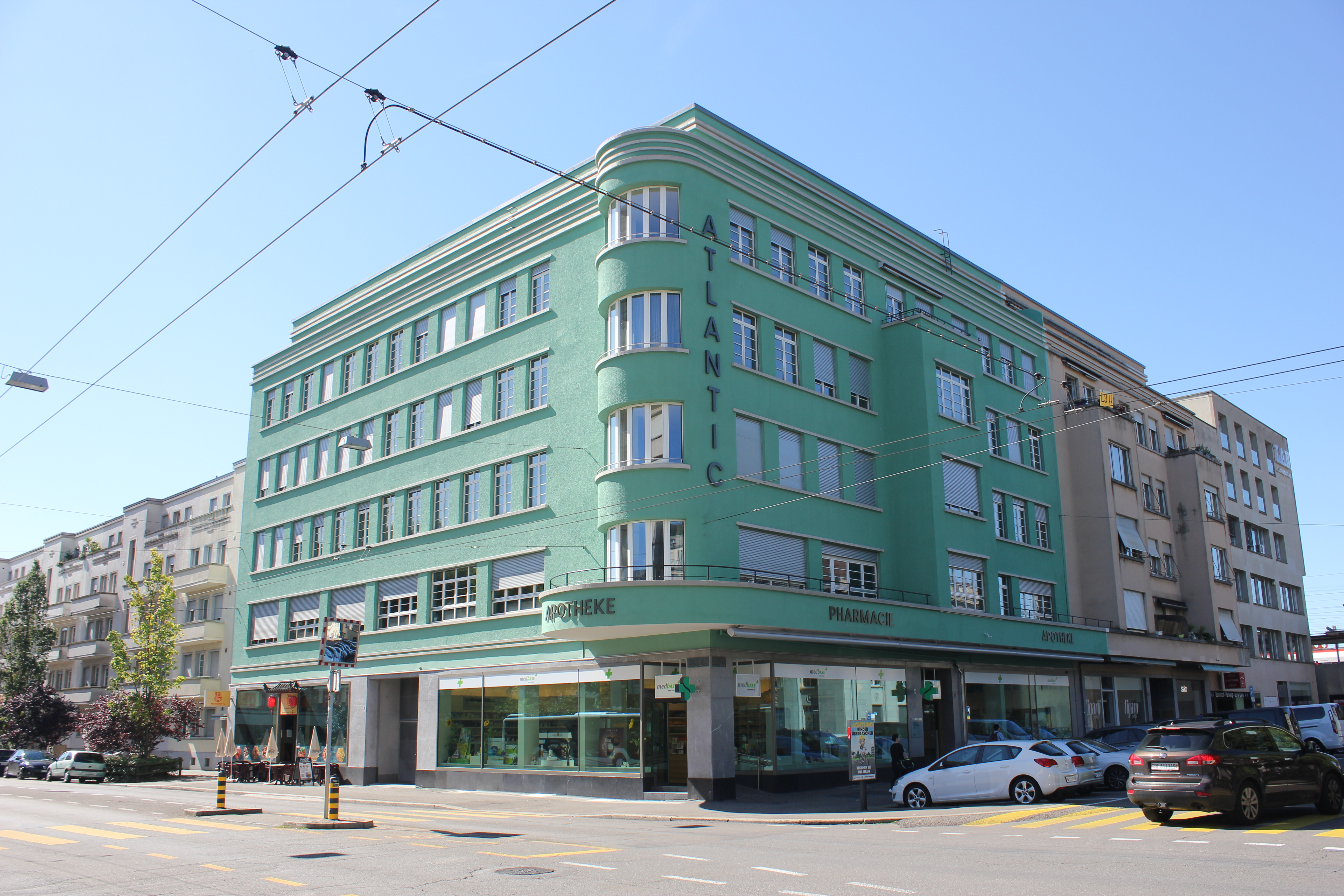
Walter von Gunten: Atlantic-Haus Biel, erbaut 1931